# Stazione di Zwolle
La stazione di Zwolle è la principale stazione ferroviaria di Zwolle, Paesi Bassi.